# Volbenk
Volbenk je moško osebno ime.

## Izvor imena
Ime Volbenk je različica moškega osebnega imena Bolfenk. Obe pa sta izpeljani iz nemškega Wolfganga.

## Pogostost imena
Po podatkih Statističnega urada Republike Slovenije je bilo na dan 31. decembra 2007 v Sloveniji število moških oseb z imenom Volbenk manjše kot 5 ali pa se to ime med moškimi imeni sploh ne pojavlja.

## Osebni praznik
V koledarju je ime Volbenk zapisano 31. oktobra (Volbenk, škof, † 31.okt. v 10. stol.)